# Florică Murariu
Florică Murariu (Botoșani, 28 de marzo de 1955 — Bucarest, 24 de diciembre de 1989) fue un jugador rumano de rugby que se desempeñó como ala.

## Biografía
Murariu fue un oficial de las Fuerzas Terrestres Rumanas y como jugador hoy es un considerado un símbolo de su club; el CSA Steaua Bucarest, a quien capitaneo desde 1982 hasta su fallecimiento.
Murió a los 34 años, abatido por fuerzas de la Securitate en la Nochebuena de 1989 mientras custodiaba un puesto de control a su cargo, durante las acciones bélicas de la Revolución rumana de 1989.

## Selección nacional
Fue convocado a los Stejarii por primera vez, en marzo de 1976 para enfrentar a los Países Bajos y rápidamente se convirtió en un jugador regular y luego titular indiscutido. En 1986 fue seleccionado capitán, liderando hasta su último partido en septiembre de 1989 frente a los Welwitschias. En total jugó 69 partidos y marcó ocho tries para un total de 32 puntos (un try valía 4 puntos por aquel entonces).

### Participaciones en Copas del Mundo
Solo disputó una Copa del Mundo; Nueva Zelanda 1987 donde le marcó un doblete al XV del Cardo y los Stejarii resultaron eliminados en la fase de grupos tras caer derrotados ante Les Bleus y Escocia.
| Mundial                       | Sede          | Resultado    | PJ | Tries |
| ----------------------------- | ------------- | ------------ | -- | ----- |
| Copa Mundial de Rugby de 1987 | Nueva Zelanda | Primera fase | 2  | 2     |

## Palmarés
- Campeón del Rugby Europe International Championships de 1976/77, 1980/81 y 1982/83.
- Campeón de la SuperLiga de 1977, 1979, 1980, 1981, 1983, 1984, 1985, 1987, 1988 y 1989.